# 수운정
수운정(睡雲亭)은 대한민국 전북특별자치도 임실군에 있는, 경주 김씨 15대손 수운 김낙현이 자연을 벗삼아 풍류를 즐기기 위해 조선 철종 13년(1862년)에 지은 건물이다. 1995년 6월 20일 전라북도의 유형문화재 제151호로 지정되었다.

## 개요
경주 김씨 15대손 수운 김낙현이 자연을 벗삼아 풍류를 즐기기 위해 조선 철종 13년(1862)에 지은 건물이다.
앞면 3칸·옆면 1칸 규모로 지붕은 옆모습이 여덟 팔(八)자 모양과 비슷한 팔작지붕이다.
당시 나그네들이 이곳의 경치 좋은 풍경을 읊은 글귀를 써 현관에 걸었다고 하며 지금은 마을 사람들의 대화 공간으로 사용하고 있다.

## 참고 자료
- 수운정 - 국가유산청 국가유산포털